# Aricia
Aricia es un género de mariposa de la familia Lycaenidae.

## Especies
- Grupo agestis: 
  - Aricia agestis (Denis & Schiffermüller, 1775)
  - Aricia artaxerxes (Fabricius, 1793)
  - Aricia cramera (Eschscholtz, 1821)
  - Aricia montensis Verity, 1928
- Grupo anteros: 
  - Aricia anteros (Freyer, 1838)
  - Aricia bassoni Larsen, 1974
  - Aricia crassipuncta (Christoph, 1893)
  - Aricia morronensis (Ribbe, 1910)
  - Aricia vandarbani (Pfeiffer, 1937)
- Grupo chinensis: 
  - Aricia chinensis (Murray, 1874)
- Grupo nicias: 
  - Aricia dorsumstellae (Graves, 1923)
  - Aricia hyacinthus (Herrich-Schäffer, 1847)
  - Aricia isaurica (Staudinger, 1871)
  - Aricia nicias (Meigen, 1829)
  - Aricia teberdina (Sheljuzhko, 1934)
  - Aricia torulensis Hesselbarth & Siepe, 1993